# Arrow Film Corporation
Arrow Film Corporation foi uma companhia cinematográfica estadunidense que esteve envolvida na distribuição e produção de mais de 300 filmes entre 1915 e 1926, ano em que encerrou suas atividades.

## Histórico
Os irmãos Shallenberger ingressaram no negócio cinematográfico na Thanhouser Film Corporation e, percebendo o valor financeiro de um seriado bem feito, fundaram a Arrow Film Corporation, iniciando a produção de seus próprios seriados. Enquanto estavam filiados à Thanhouser, os Shallenberger conheceram W. Ray Johnston e, quando a Thanhouser cessou suas atividades, em 1917, Johnston se juntou aos irmãos Shallenberger na Arrow, tornando-se o vice-presidente da companhia. Ray deixou a Arrow, posteriormente, para fundar a sua própria companhia, a Rayart Pictures Corporation, fundada em 1924.
Em 1922, quando estava em plena atividade, a Arrow tinha como presidente Dr. Wilbert E. Shallenberger (1873 - 1935), e como vice-presidente W. Ray Johnston, além de outros profissionais envolvidos na produção, tais como David J. Mountain, J. Charles Davis e Thomas A. Curran. Nessa época, o escritório da companhia era na 220 West 42nd Street, em Nova Iorque. Em 1924, quando Ray deixou a companhia, ela foi reorganizada sob nova administração, e continuou em atividade por mais dois anos.

## Filmes
O primeiro filme que a Arrow produziu, em 1915, foi Right Off the Bat, uma comédia dirigida por Hugh Reticker. Depois vieram alguns curta-metragens dirigidos por Howell Hansel, tais como Weighed in the Balance e Truth Crushed to Earth, ambos de 1916.
Nos anos 1920, foi uma das maiores companhias independentes distribuidoras, e suas comédias curtas incluem os trabalhos de Eddie Lyons, Bobby Dunn, Muriel Ostrich e Billy West, além das Reggie Morris’ Special Comedies, as Cruelyweds series e Fred Ardath’s XLNT Comedies.
Alguns dos seriados distribuídos pela Arrow foram The Million Dollar Mystery, um dos maiores sucessos da época, que fora produzido pela Thanhouser em 1914, e foi relançado e distribuído como um filme pela Arrow em 1917/ 1918, e Zudora, também da Thanhouser de 1914, que foi relançado e distribuído, pela Arrow em 1919 sob o título The Demon Shadow, porém foi um relançamento não integral, e sim reduzido para 10 capítulos. Alguns outros seriados distribuídos pela Arrow foram:
- The Masked Rider (produzido pela William Steiner Productions e Shamrock Film Company em 1919)
- Lightning Bryce (produzido pela National Film Corporation of America em 1919)
- The Lurking Peril (produzido pela Wisteria Productions em 1919)
- The Mysterious Pearl (produzido pela Berwilla Film Corporation, em 1921)

Na produção de seriados destacam-se:
- The Fatal Sign (1920), 14 capítulos, direção de Stuart Paton
- The Blue Fox (1921), 15 capítulos, direção de Duke Worne
- Nan of the North (1921), 15 capítulos, direção de Duke Worne
- The Fighting Skipper (1923), 15 capítulos, direção de Francis Ford
- The Santa Fe Trail (1923), 15 capítulos, direção de Ashton Dearholt e Robert Dillon
- Riders of the Plains (1924), 15 capítulos, direção de Jacques Jaccard

Outros filmes conhecidos da Arrow foram Crime and Punishment, baseado na obra Crime e Castigo, de Fiódor Dostoiévski, produzido pela Arrow e distribuído pela Pathé, e The Deemster, um drama baseado no romance de Hall Caine, com 90 minutos, produzido pela Arrow.
A Arrow distribuiu filmes da Thanhouser Film Corporation, Rayart Pictures Corporation, Cumberland Productions, Atlantic Features, entre outras.
O último filme que a companhia produziu foi The Substitute Wife, em 1925, e o último que distribuiu foi Mother, Mother, Mother Pin a Rose on Me, uma produção da Out of the Inkwell Films, de 1926.